# Харрис, Томас Джордж
Томас Джордж Харрис (англ. Thomas George Harris, кор. 토머스 해리스; род. 6 февраля 1945, Лондон, Англия, Великобритания) — британский дипломат, посол Великобритании в Южной Корее (1994—1996).

## Биография
Родился 6 февраля 1945 года в Лондоне. Окончил Далвич-колледж, а также Колледж Гонвиля и Кайуса при Кембриджском университете.
В 1972 году поступил на работу в британскую Дипломатическую службу. Работал за рубежом в Токио (Япония), Вашингтоне (США), Лагосе (Нигерия) и Сеуле (Корея). Был заместителем Верховного комиссара в Лагосе и советником по коммерции в посольстве Великобритании в Вашингтоне. В 1991—1994 годах возглавлял департамент Экваториальной Африки.
С 4 апреля 1994 по 2 мая 1996 года занимал пост посла Великобритании в Республике Корея. Первой книгой, которую он прочёл после назначения, стала «Проблемы Дальнего Востока» Джорджа Керзона. За три года нахождения Харриса на посольской должности почти удвоился объем двусторонней торговли между Великобританией и Южной Кореей, а большая часть корейских инвестиций в Европейский союз начала поступать в Великобританию.
17 июня 1995 года возведён в звание компаньона Ордена Святого Михаила и Святого Георгия «по случаю празднования дня рождения королевы».
Занимал различные должности в министерстве иностранных дел и по делам Содружества, офисе правительства и министерстве торговли и промышленности, где в период с 1997 по 1999 год был генеральным директором по содействию экспорту, отвечая за программы содействия торговле Великобритании за рубежом. C 1999 по 2004 год был генеральным консулом Великобритании в Нью-Йорке. Также находился на посту генерального директора Trade & Investment USA, отвечая за продвижение бизнеса и технологий на всей территории США.
31 декабря 2001 года возведён в звание рыцаря-командора Ордена Британской империи с титулом «сэр» как генеральный консул в Нью-Йорке. Как отмечалось в СМИ, Харрис был награждён в том числе и за выстраивание организационной работы консульства после терактов 11 сентября и помощь британским гражданам, находившимся в то время в Нью-Йорке.
В 2004—2014 годах был заместителем председателя Standard Chartered Capital Markets Ltd. Также занимал посты неисполнительного директора Johnson Mathey, SC First Bank Korea, Biocompatibles plc и TheCityUK, председателя Пакистанско-британского форума по торговле и инвестициям, Тайваньско-британского делового совета, Группы торговой политики при Британской ассоциации банкиров и Европейского форума по услугам в Брюсселе, директора Азия-хауса, делового совета Великобритания — Индия, а также Имперского военного музея. Давал лекции в Грешем-колледже по Южной Корее.

## Личная жизнь
Жена — Меирин, трое детей — Айан, Пол и Саймон.